# Шереметьев, Ромуальд
Ромуальд Шереметьев (пол. Romuald Szeremietiew; род. 25 октября 1945 года, деревня Ольмонты Белостокского повята Подлясского воеводства) — польский политик, публицист, доктор военно-исторических наук, офицер запаса Войска Польского, депутат Сейма Польши III созыва, бывший заместитель министра национальной обороны в правительствах Яна Ольшевского и Ежи Бузека, исполняющий обязанности министра национальной обороны Польши в мае — июне 1992 года, преподаватель университета.

## Биография
В 1972 году окончил юридический факультет Вроцлавского университета.
В период ПНР был членом Демократической партии (до 1970) и католической организации «Пакс» (польск. — «Pax» (до 1976 года), от которой был избран в воеводскую народную Раду в Лешно.
Работал в оппозиционных организациях, начиная с подпольного Движения (польск. «Ruch») в 1976 году являлся одним из основателей Движения защиты прав человека и гражданина (польск. Ruch Obrony Praw Człowieka i Obywatela;ROPCiO) . В 1979 году был одним из основателей Конфедерации Независимой Польши (польск. Konfederacji Polski Niepodległej), из которой вышел в 1985 году, основатель Польской партии независимости (польск. — Polską Partię Niepodległościową).
С 1981 года по 1984 год был лишен свободы за проводимую оппозиционную деятельность, освобожден по амнистии.
В правительстве Яна Ольшевского был назначен (в 1992 году) заместителем министра национальной обороны.
С 23 мая по 5 июня 1992 года исполняющий обязанности министра национальной обороны Польши после отставки Яна Парыса.
Один из соучредителей Движения за Республику (польск. — Ruchu dla Rzeczypospolitej, RdR), организованного Яном Ольшевским. В декабре 1993 года часть активистов выбрала его председателем этой партии, что привело к внутреннему расколу и функционированию двух группировок, под названием именем «RdR». Позже партия Ромуальда Шереметьева именовалась Движение за Республику – Патриотический Лагерь (польск. — Ruch dla Rzeczypospolitej — Obóz Patriotyczny), в 1996 году она вошла в политическую коалицию Избирательная Акция Солидарность (польск. — Akcja Wyborcza Solidarność; AWS) по списку которой Р.Шереметьев был избран депутатом Сейма Польши III созыва (1997—2001 годы). В 2001 году вошел в созданный Лехом Валенсой перед парламентскими выборами 2001 года избирательный комитет Гражданский Форум Христианская Демократия (польск. Forum Obywatelskie Chrześcijańska Demokracja, FOChD) и от него в 2001 году неудачно баллотировался в Сенат Польши.
В 1995 году защитил диссертацию на основе работы «Управление сопротивлением Польской Республики» в Академии Национальной Обороны; в 2001 году там же докторскую — О безопасности Польши в XX веке.
С 90-х годов работал в Академии Национальной обороны, преподавал также в Краковской Высшей Школе им. Анджея Фрич-Моджевского.
В правительстве Ежи Бузека снова занял должность заместителя министра национальной обороны. Полномочия были приостановлены, а затем отправлен в отставку в том числе в связи с публикациями в газете «Республика», содержащими в его адрес обвинения в коррупции. Процесс по этому делу длился с 2005 года, 24 октября 2008 года суд первой инстанции оправдал Р. Шереметьева по основным обвинениям: в коррупции, а также в превышении полномочий и действиях в ущерб общественным интересам. Суд также прекратил производство в части превышения полномочий в связи с истечением срока давности и приговорил к штрафу в 3 тыс. злотых за незаконное разглашение своему помощнику государственной тайны. В итоге апелляционным судом 8 ноября 2010 года Ромуальд Шереметьев был также оправдан и по обвинению в незаконном разглашении государственной тайны.
В октябре 2008 года стал профессором и заведующим кафедрой права факультета права и наук об обществе Люблинского католического университета, в Сталёва-Воля, Сталёвовольский повят, Подкарпатское воеводство, а в октябре 2010 года деканом этого факультета. Затем занял должность ординарного профессора в Институте Стратегии Академии Национальной обороны.
В 2010 году баллотировался на пост президента Варшавы, как независимый кандидат. Занял 5 место среди 11 кандидатов, набрав 2,16 % голосов. В 2011 году также неудачно баллотировался на выборах в Сенат Польши в одном из округов Подкарпатского воеводства, получив 7579 голосов и заняв среди 6 кандидатов, 4 место.
Работал в органах Фонда Бывших Военнослужащих Специальных Подразделений G. R. O. M.
В ноябре 2014 года возглавил Бюро оборонных инициатив при Академии Национальной обороны. На эту должность он был назначен министром национальной обороны Польши Томашем Семоняком. В сентябре 2015 года вступил в партию «Польша Вместе» (польск. — Polska Razem).
Владеет русским и английским языками.

## Награды
11 ноября 1990 года был награжден Президентом Польши в изгнании Рышардом Качоровским Рыцарским крестом Ордена Возрождения Польши,